# Gare centrale de Malmö
La gare centrale de Malmö (en suédois : Malmö centralstation) est la principale gare ferroviaire de la ville de Malmö, dans le sud-ouest de la Suède. Elle est située au plein centre de la ville entre le centre-ville historique et le port de Malmö.
La gare est desservie par les lignes de la "Södra stambanan" (en français : ligne principale sud) qui est une ligne de chemin de fer du réseau ferroviaire suédois reliant Malmö à Stockholm et de la ligne d'Øresund reliant Malmö à Copenhague.

## Situation ferroviaire
La "Södra stambanan" (ligne principale sud) relie Malmö à Stockholm en desservant entre autres Lund, Hässleholm, Nässjö, Linköping et Norrköping. La ligne est avec la Västra stambanan (Stockholm-Göteborg) une des plus fréquentées de Suède. Elle est utilisée pour le transport de marchandises et de passagers, que ce soit des trains régionaux, InterCity ou le train à grande vitesse X2000.

## Histoire
La gare a ouvert ses portes en 1856. Le bâtiment a été détruit dix ans plus tard par un incendie survenue le 14 décembre 1866. Le bâtiment a été reconstruit et la gare fut rouverte au public en 1872.

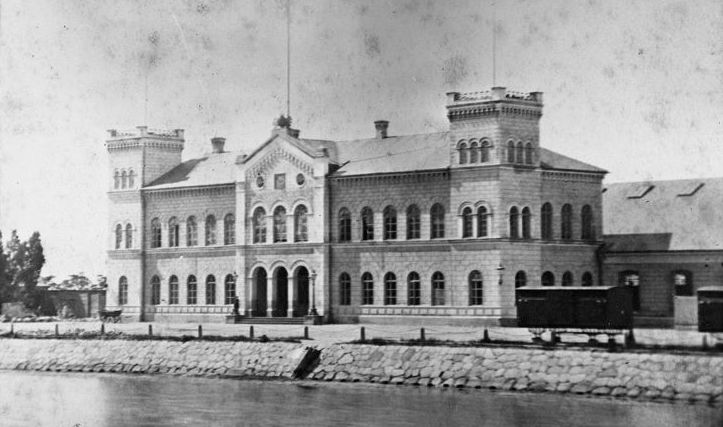
La gare vers 1866.

Une tour d'angle qui a échappé à l'incendie a formé la base pour le nouveau bâtiment de la gare, qui a été inauguré en 1872. Le bâtiment a été placé perpendiculairement à la voie ferrée, un emplacement caractéristique au terminus, ainsi appelé "terminusstationer" (gare terminale). La tour et les murs ouest du rez-de-chaussée sont les vestiges les plus anciens du bâtiment de la gare, un édifice de deux étages. L'extérieur est bien conservé, sauf pour les fenêtres et les portes qui, dans une certaine mesure ont été remplacés et dans certains cas existent dans leurs états originaux. La façade est en stuc rustiquée, désencrée en couleur rose-jaune clair avec une base peinte en gris. Les toits plats sont partiellement en croupe; les casernes du toit et les surfaces latéraux sont recouvertes de carton noir. Le rez-de-chaussée dans la partie ouest contient, depuis 1896, les zones d'attente royales, l'une pour le roi et l'autre pour la reine, reliées par un hall d'entrée entre ces deux (les zones d'attente royales sont situées dans la partie du bâtiment qui a survécu à l'incendie de 1866). La salle d'attente du roi est dans le style de l'architecture de la Renaissance, ajoutée dans les années 1890. En 1920 Folke Zettervall ajoute des muraux nautiques à cette salle.
Depuis 1995, la gare de Malmö accueille les passagers des trains en provenance de Copenhague empruntant la ligne Copenhague-Malmö qui passe par le pont-tunnel de l'Øresundsbron qui traverse le bras de la mer du Nord de l'Øresund en passant par l'île artificielle de Peberholm. Cette ligne arrive en gare de Malmö par souterrain en passant par le "Citytunneln" long de 6 kilomètres et inauguré en décembre 2010.

## Service des voyageurs

### Accueil
La gare possède plusieurs lieux d'accueil et de facilités. Elle héberge un centre Skånetrafiken (opérateur régional des transports), un Pressbyrån (Magasin de presse, de souvenirs, de rafraîchissements et d'achats de titres de transports en commun), plusieurs restaurants et cafés, un service de consignes à bagages, des douches, un Travel Shop (centre touristique, proposant également de la location de vélos), un 7/Eleven ainsi qu'une supérette (Coop). 

### Desserte
Selon Jernhusen, en 2016 la gare voit plus de 50 000 voyageurs par jour. La gare est reliée à Copenhague, au Danemark, grâce à l'Öresundståg. La ville est également reliée à Göteborg, Stockholm et dessert de nombreuses destinations en Scanie, avec les trains régionaux Pågatåg (Ystad, Simrishamn, Hässleholm...).

### Intermodalité
La gare centrale de Malmö est le point central du réseau de bus de la ville (bus de couleur verte) et d'ici partent également de nombreux cars régionaux (jaunes). 
Les quais 1, 2, 3 et 4, situés en sous-sol, à la fin du City Tunnel, accueillent les départs pour les trains allant à Copenhague et de nombreux trains régionaux. Ces quais en sous-sol sont accessibles soit par la gare centrale elle même, soit par un long couloir avec escalator menant à Anna Lindh Plats, à proximité immédiate des bâtiments Orkanen et Niagara de l'Université de Malmö.